# Jack Coleman (basket-ball)
Pour les articles homonymes, voir Jack Coleman et Coleman.
Jack L. Coleman, né le 23 mai 1924 et mort le 11 décembre 1998, était un joueur américain de basket-ball.

## Biographie
Intérieur de 2 m issu de l'université de Louisville, Coleman disputa neuf saisons (1949-1958) en NBA sous les couleurs des Rochester Royals et des Saint-Louis Hawks. Il compila 6721 points et 5186 rebonds en carrière et représenta Rochester lors du NBA All-Star Game en 1955. Coleman disputa aussi trois Finales NBA, remportant le titre de champion NBA avec Rochester en 1951 et Saint-Louis en 1958.  
Lors de la défaite des Hawks lors des Finales NBA en 1957, Coleman devint la victime d'un des plus grands gestes défensifs de Bill Russell. Lors du dernier match de la série, Coleman a pu offrir le titre de champion aux Hawks par un layup après avoir reçu une passe du milieu de terrain. Bill Russell, qui se situait dans son propre camp lorsque l'action débuta, parcourut tout le terrain et effectua un contre sur le tir de Coleman, préservant la victoire des Celtics. Le speaker des Celtcis Johnny Most hurla, “Blocked by Russell! Blocked by Russell! He came from nowhere!” ("Contré par Russell! Contré par Russell! Il vient de nulle part!") L'action a été surnommé depuis comme le « Coleman Play » (« l'action de Coleman »).